# Ómicron2 Cygni
Ómicron2 Cygni (ο2 Cyg / 32 Cygni / V1488 Cygni) es una estrella variable en la constelación del Cisne, de magnitud aparente media +3,96. Comparte la denominación de Bayer Ómicron con ο1 Cygni, si bien no existe relación física entre las dos estrellas. Ómicron2 Cygni se encuentra a 1100 años luz del sistema solar.
Al igual que Almaaz (ε Aurigae), Ómicron2 Cygni es una binaria eclipsante amplia, compuesta por una supergigante naranja de tipo espectral K3Ib y una estrella blanco-azulada de la secuencia principal de tipo B3V. Cada 3,143 años la supergigante eclipsa parcialmente a la estrella azul; ésta, sin embargo, puede brillar a través de la fina atmósfera de la supergigante, resultando una disminución en el brillo de apenas 0,06 magnitudes.
La temperatura superficial de la supergigante naranja es incierta; las mediciones van desde los 3500 a los 3900 K. Considerando el valor más alto como el más probable, su luminosidad es 11 100 veces mayor que la luminosidad solar, con un diámetro 230 veces mayor que el diámetro solar. El análisis de la órbita permite estimar una masa para la supergigante 9,7 veces mayor que la masa solar, mientras que la masa de su acompañante es 5 veces mayor que la solar. La edad del sistema es de menos de 20 millones de años.